# Herminia alternalis
Herminia alternalis là một loài bướm đêm trong họ Noctuidae.